# Gertrud Gabl
Gertrud Gabl (Sankt Anton am Arlberg, 26 agosto 1948 – Sankt Anton am Arlberg, 18 gennaio 1976) è stata una sciatrice alpina austriaca, vincitrice della Coppa del Mondo generale e di quella di slalom speciale nella stagione 1968-1969.

## Biografia
Nipote di Franz, a sua volta sciatore alpino, Gertrud Gabl era un sciatrice polivalente che eccelleva nelle prove tecniche. 

### Stagioni 1965-1968
Debuttò in campo internazionale in occasione del 30º trofeo Arlberg-Kandahar, il 15 gennaio 1965 nella natia Sankt Anton am Arlberg in slalom speciale (22ª); in Coppa del Mondo esordì il 8 gennaio 1967 a Oberstaufen in slalom gigante (25ª), ottenne il primo piazzamento a punti il 19 gennaio seguente a Schruns in slalom speciale (5ª), il primo podio il 6 gennaio 1968 a Oberstaufen nella medesima specialità (2ª) e la prima vittoria l'11 gennaio successivo a Grindelwald, sempre in slalom speciale.
Ai X Giochi olimpici invernali di Grenoble 1968, suo esordio olimpico, si classificò 12ª nella discesa libera, 9ª nello slalom gigante e non concluse lo slalom speciale; in quella stagione 1967-1968 in Coppa del Mondo risultò 2ª nella classifica di slalom speciale staccata di 5 punti dalla vincitrice, la francese Marielle Goitschel.

### Stagioni 1969-1972
Nella stagione 1968-1969 ottenne cinque podi con quattro vittorie (tra le quali l'ultima della sua carriera, il 17 febbraio a Vysoké Tatry in slalom gigante) in Coppa del Mondo e si aggiudicò sia la coppa di cristallo generale (prima austriaca e prima europea a conquistare il trofeo) sia quella di slalom speciale, sopravanzando rispettivamente la francese Florence Steurer di 19 punti e la statunitense Kiki Cutter di 5; fu anche 3ª nella classifica di slalom gigante vinta dalla statunitense Marilyn Cochran.
Ai Mondiali di Val Gardena 1970 si piazzò 5ª nello slalom gigante e 4ª nello slalom speciale e nella successiva stagione 1970-1971 salì per l'ultima volta sul podio in Coppa del Mondo, arrivando 3ª nello slalom gigante di Åre del 14 marzo. Al suo congedo olimpico, Sapporo 1972, non concluse né lo slalom gigante né lo slalom speciale; si ritirò al termine di quella stessa stagione 1971-1972 e l'ultima gara della sua carriera fu l'8º posto ottenuto nel secondo slalom gigante di Coppa del Mondo disputato il 18 marzo a Pra Loup. Morì nel 1976 travolta da una valanga sulle montagne di Sankt Anton am Arlberg durante un'escursione di sci alpinismo.

## Palmarès

### Coppa del Mondo
- Vincitrice della Coppa del Mondo nel 1969
- Vincitrice della Coppa del Mondo di slalom speciale nel 1969
- 16 podi (6 in slalom gigante, 10 in slalom speciale):
  - 7 vittorie (2 in slalom gigante, 5 in slalom speciale)
  - 5 secondi posti
  - 4 terzi posti

#### Coppa del Mondo - vittorie
| Data             | Località        | Paese          | Specialità |
| ---------------- | --------------- | -------------- | ---------- |
| 11 gennaio 1968  | Grindelwald     | Svizzera       | SL         |
| 5 aprile 1968    | Heavenly Valley | Stati Uniti    | GS         |
| 6 aprile 1968    | Heavenly Valley | Stati Uniti    | SL         |
| 4 gennaio 1969   | Oberstaufen     | Germania Ovest | SL         |
| 7 gennaio 1969   | Grindelwald     | Svizzera       | SL         |
| 16 febbraio 1969 | Vysoké Tatry    | Cecoslovacchia | GS         |
| 17 febbraio 1969 | Vysoké Tatry    | Cecoslovacchia | SL         |

Legenda:

GS = slalom gigante

SL = slalom speciale

### Campionati austriaci
- 10 medaglie[6][senza fonte]:
  - 5 ori (slalom speciale, combinata nel 1967; slalom gigante, slalom speciale nel 1968; slalom speciale nel 1969)
  - 3 argenti (slalom gigante nel 1967; combinata nel 1968; slalom speciale nel 1970)
  - 2 bronzi (slalom speciale nel 1966; combinata nel 1970)

### Campionati austriaci juniores
- 8 medaglie[6][senza fonte]:
  - 4 ori (slalom speciale nel 1964; slalom speciale nel 1965; slalom speciale, combinata nel 1966)
  - 3 argenti (combinata nel 1964; discesa libera, slalom gigante nel 1966)
  - 1 bronzo (combinata nel 1965)

## Riconoscimenti

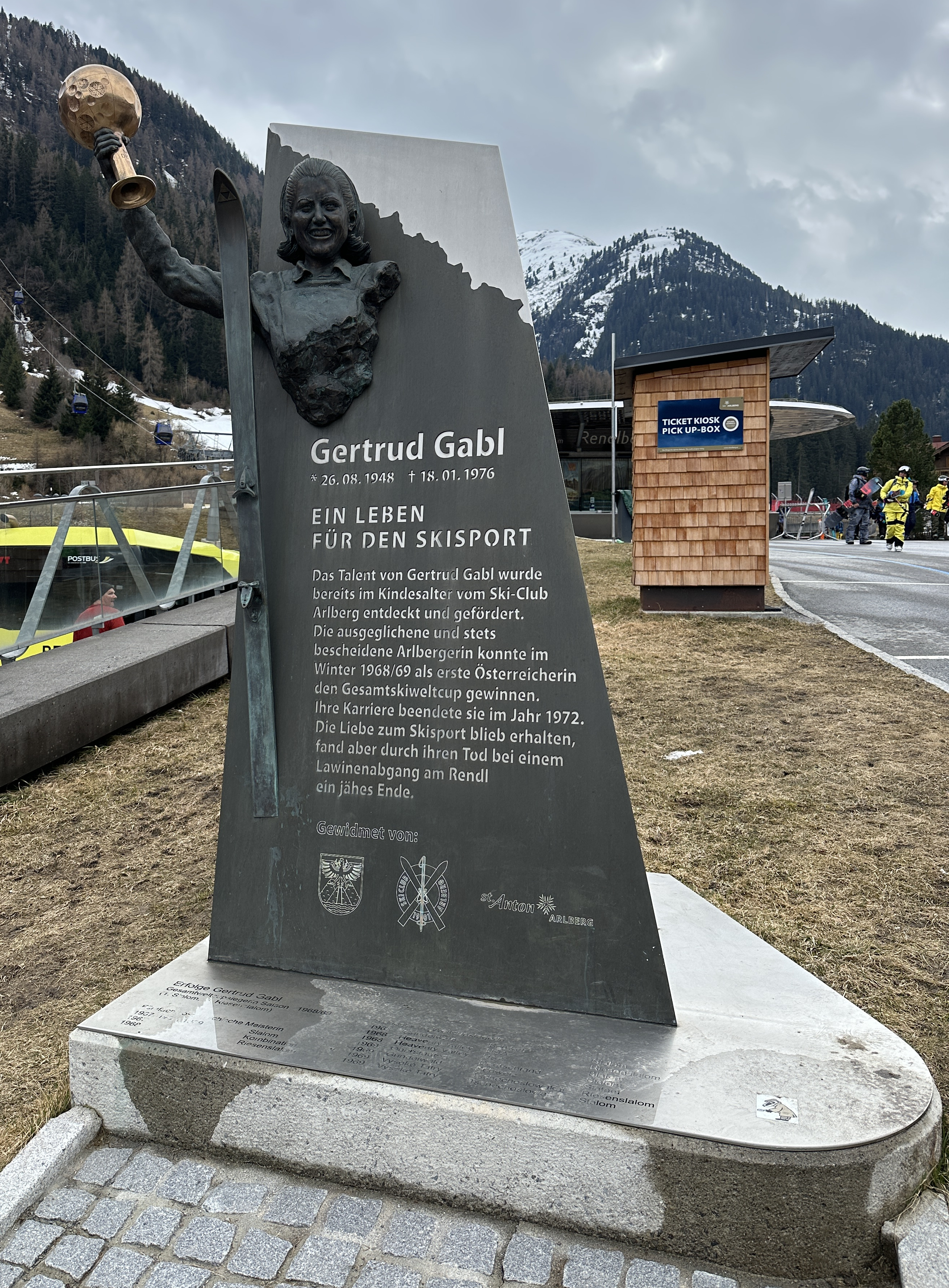
Il monumento dedicato a Gertrud Gabl a Sankt Anton am Arlberg

A Gertrud Gabl nel 2019 la natia Sankt Anton am Arlberg ha dedicato un monumento realizzato da Christian Moschen.